# Lista de presidentes dos Estados Federados da Micronésia
A seguir uma lista dos presidentes dos Estados Federados da Micronésia:
| #  | Mandato     | Nome               | Imagem                | Ocupou o cargo     | Deixou o cargo        | Vice-presidente   | Partido      |
| -- | ----------- | ------------------ | --------------------- | ------------------ | --------------------- | ----------------- | ------------ |
| 1  | 1           | Tosiwo Nakayama    |                       | 11 de maio de 1979 | 11 de maio de 1987    | Petrus Tun        | Independente |
| 1  | 2           | Tosiwo Nakayama    |                       | 11 de maio de 1979 | 11 de maio de 1987    | Petrus Tun        | Independente |
| 1  | 3           | Tosiwo Nakayama    |                       | 11 de maio de 1979 | 11 de maio de 1987    | Petrus Tun        | Independente |
| 1  | 4           | Tosiwo Nakayama    | Bailey Olter          | 11 de maio de 1979 | 11 de maio de 1987    |                   | Independente |
| 2  | 5           | John Haglelgam     |                       | 11 de maio de 1987 | 11 de maio de 1991    | Hiroshi Ismael    | Independente |
| 2  | 6           | John Haglelgam     |                       | 11 de maio de 1987 | 11 de maio de 1991    | Hiroshi Ismael    | Independente |
| 3  | 7           | Bailey Olter       |                       | 11 de maio de 1991 | 8 de novembro de 1996 | Jacob Nena        | Sem partido  |
| 3  | 8           | Bailey Olter       |                       | 11 de maio de 1991 | 8 de novembro de 1996 | Jacob Nena        | Sem partido  |
| 3  | 9           | Bailey Olter       |                       | 11 de maio de 1991 | 8 de novembro de 1996 | Jacob Nena        | Sem partido  |
| 4  | Jacob Nena  |                    | 8 de novembro de 1996 | 11 de maio de 1999 | vago                  | Sem partido       |              |
| 4  | Jacob Nena  | 10                 | 8 de novembro de 1996 | 11 de maio de 1999 | Leo Falcam            | Sem partido       |              |
| 5  | 11          | Leo Falcam         |                       | 11 de maio de 1999 | 11 de maio de 2005    | Redley A. Killion | Sem partido  |
| 5  | 12          | Leo Falcam         |                       | 11 de maio de 1999 | 11 de maio de 2005    | Redley A. Killion | Sem partido  |
| 5  | 13          | Leo Falcam         |                       | 11 de maio de 1999 | 11 de maio de 2005    | Redley A. Killion | Sem partido  |
| 6  | 14          | Joseph J. Urusemal |                       | 11 de maio de 2005 | 11 de maio de 2007    | Alik L. Alik      | Sem partido  |
| 7  | 15-16 17-18 | Manny Mori         |                       | 11 de maio de 2007 | 11 de maio de 2015    | Alik L. Alik      | Sem partido  |
| 8  | 19          | Peter M. Christian |                       | 11 de maio de 2015 | 11 de maio de 2019    | Yosiwo P. George  | Sem partido  |
| 9  | 20          | David W. Panuelo   |                       | 11 de maio de 2019 | 11 de maio de 2023    | Yosiwo P. George  | Sem partido  |
| 10 | 21          | Wesley Simina      |                       | 11 de maio de 2023 | presente              | Aren Palik        | Sem partido  |